# فورستویل (اوهایو)
فورستویل (به انگلیسی: Forestville) یک منطقهٔ مسکونی در ایالات متحده آمریکا است که در شهرستان همیلتون، اوهایو واقع شده‌است. فورستویل ۹٫۶ کیلومتر مربع مساحت و ۱۰٬۵۳۲ نفر جمعیت دارد و ۲۵۰ متر بالاتر از سطح دریا واقع شده‌است.